# Фудзівара но Хіроцугу
Фудзівара но Хіроцугу (бл. 715 — 28 серпня 740) — середньовічний японський політичний діяч, поет періоду Нара.

## Життєпис
Походив з роду Церемонійних Фудзівара, гілки клану Фудзівара. Старший син Фудзівара но Умакаі, сейї-сьоґуна, та Ісонокамі но Кунінама-но Отодзі. Народився близько 715 року. Здобув гарну освіту, швидко просувався кар'єрними щаблями. 737 року мав молодший п'ятий ранг і обіймав посаду молодшого помічника міністра церемоній.
Втім смерть батька та стрийків 737 року під час великої епідемії віспи завдало відчутного удару по амбіціях Хіроцугу, оскільки позиції усього клану Фудзівара були істотно послаблені. Влада фактично перейшла до Татібана но Морое, очільника «імператорської партії» в Дайдзьокані.
У 738 році він дістав дуже почесну й прибуткову посаду камі (губернатора) провінції Ямато, але не минуло й року, як інтригами Татібана но Морое він був зміщений і призначений помічником очільника Дадзайфу на о. Кюсю.оскільки посада голови дадзайфу була вільною, то Хіроцугу фактично керував Дадзайфу. Втім це дорівнювалося до заслання.
У 740 році Хіроцугу написав офіційний протест імператорському двору, закликаючи покарати його кривдників, насамперед Татібана но Морое, вказуючи на незадовільне керуванням останнім державними справами, що погіршують становище населення. При дворі цей виступ визнали за заколот. Причинами таких дій дослідники визначають три версії: образа за несправедливість, оскільки його фактично заслали за критики міністрів на чолі із Морое, що не діяли достатньо під час епідемії віспи; продовження боротьби Фудзівара з «імператорською партією» і небажання центрального уряду воювати з корейською державою Сілла. Щодо останнього є суперечливі відомості: за одними Хіроцугу сподівався на підтримку Сілли, а за іншими намагався розпочати з нею війни. Втім також є гіпотеза,що спочатку Хіроцугу мріяв очолити війська проти Сілли та коли план зірвався вирішив з нею укласти договір. Проте жодної допомоги від вана Сілли він не отримав, тому усе це залишилося в планах.
Через 4 дні після того, як його послання було отримано при дворі, Фудзівара но Хіроцугу підняв повстання. Проти нього виступив Оно но Адзумабіто з армією у 17 тис. вояків. У свою чергу Хіроцугу мав від 12 тис. до 15 тис. вояків. Військо він поділив на 3 частини, щоб завадити урядовим військам висадитися на Кюсю. Але внаслідок неузгодженості дій Адзумабіто висадився на острові та завдав поразки Фудзівара. Останній зміг врятуватися, поступово відступаючи до укріплень. У битві при Ітабіцу він зазнав повної поразки, намагався втекти, але його було схоплено в повіті Мацура провінції Хідзен й страчено.

## Творчість
Відомий своїми віршами-вака, з яких один увійшов до збірки «Манйосю».